# Sinilabeo brevirostris
Sinilabeo brevirostris är en fiskart som beskrevs av Nguyen 2001. Sinilabeo brevirostris ingår i släktet Sinilabeo och familjen karpfiskar. Inga underarter finns listade i Catalogue of Life.